# Tenisová sezóna Sereny Williamsové 2013
Tenisová sezóna Sereny Williamsové 2013 znamenala pro americkou tenistku šestý návrat na pozici světové jedničky a dominantní postavení v průběhu roku. Sezóna pro ni začala 30. prosince, když navázala na 12zápasovou neporazitelnost z předešlého ročníku. Na turnajích se probojovala do třinácti finále dvouhry, z nichž jedenáct vyhrála. Dosáhla tak na svůj největší počet titulů během jedné sezóny a získala nejvíce trofejí v ženském tenise od roku 1997, kdy Martina Hingisová vyhrála dvanáct turnajů.
Z dvouhry Grand Slamu si připsala šestnáctý a sedmnáctý kariérní titul, když po jedenácti letech zvítězila na French Open a v září slavila pátou trofej na US Open. Dominovala také na antuce, když na tomto povrchu ani jednou neprohrála. S poměrem utkání 28–0 vyhrála všech pět antukových turnajů, do nichž nastoupila. Série 34zápasové neporazitelnosti byla nejdelší v celé její kariéře. Celoroční úspěšnost výher 95,1 % představovala vůbec nejvyšší hodnotu u jakékoli hráčky od roku 1990. Současně se stala první tenistkou v historii, která během jedné sezóny vydělala přes 10 miliónů dolarů, když její zisky dosáhly částky 12 385 572 dolarů.
Poslední událostí sezóny se pro ni stal istanbulský Turnaj mistryň, kde podruhé v řadě vyhrála všech pět utkání a odvezla si čtvrtý titul.

## Přehled sezóny

### Úvodní část na tvrdém povrchu

#### Brisbane International
Prvním turnajem sezóny se na přelomu nového roku stal Brisbane International. V úvodním duelu čelila krajance a americké žebříčkové dvojce Varvaře Lepčenkové, jíž zdolala za 59 minut bez ztráty setu. Ve druhém kole přešla, i díky šesti esům, přes Francouzku Alizé Cornetovou, která uhrála v hodinu trvajícím utkání dva gamy na set. Čtvrtfinálovou soupeřkou se stala další Američanka Sloane Stephensová. K postupu Williamsové stačilo v každé sadě jedno prolomené podání soupeřky.
Mezi poslední čtyřkou hráček se měla střetnout se světovou jedničkou Viktorii Azarenkovou. Běloruska však před zápasem odstoupila pro poranění palce nohy. Ve finále se utkala s Ruskou Anastasií Pavljučenkovovou. První dvě podání si každá z finalistek udržela. Následně však přišla šňůra sedmi her Američanky, která v celém zápasu ztratila pouze tři gamy a získala tak premiérový titul sezóny.

#### Australian Open
Na melbournský Australian Open přijížděla v roli jedné z největších favoritek se sérií 17zápasové neporazitelnosti, trvající od zářijového US Open 2012, stejně tak se šňůrou výher 21 setů, když poslední sadu prohrála právě ve finále newyorého grandslamu.
V úvodním klání deklasovala Rumunku Edinu Gallovitsovou-Hallovou dvěma kanáry. V páté hře úvodního dějství si však podvrtla pravý kotník, což ji nezabránilo pokračovat v suverénním výkonu. V utkání druhého kola proti Španělce Garbiñe Muguruzaové zasáhla svá ústa raketou při snaze zasáhnout míč obranného lobu soupeřky. Celkově ztratila první a sedmou hru úvodního setu. Po zahrání třetího kanáru ze čtyř setů, postoupila do třetí fáze, kde na ni čekala Japonka Ajumi Moritová. V duelu dosahoval servis Američanky rychlosti 207 km/h. Během první sady přišla o jediný game a ve druhé získala ve svůj prospěch první tři hry Asiatka. Williamsová však odpověděla sérií šesti her, které znamenaly postup do osmifinále.
Mezi poslední šestnáctkou ji vyzvala ruská čtrnáctá nasazená Maria Kirilenková, která přišla o podání ve čtvrté a osmé hře úvodního dějství. Američanka servírovala s úspěšností 95 % po prvním servisu. Jednoznačný průběh dovršila ve druhé sadě, v níž Rusce nepovolila ani jeden game. V průběhu hry zaznamenala také zisk 23 po sobě jdoucích míčů. Celkově zahrála dvacet dva vítězných míčů, šest es a dopustila se šesti nevynucených chyb, proti sedmi winnerům, jednomu esu a patnácti nevynuceným chybám soupeřky. Ve čtvrtfinále ji podruhé ve stejném měsíci čekal souboj s teenagerkou Sloane Stephensovou. Úvodní set si Williamsová připsala breakem v osmé hře. Uprostřed druhé sady ji trápily křeče zádového svalstva. Po vyžádání přestávky na ošetření, pokračovala, ale dané dějství ztratila poměrem 5–7. V rozhodující sadě dokázala Stephensenové sebrat podání v sedmém gamu. Ihned poté však přišel re-break. Ztratila také další dva gamy a tím i celý zápas. Obě aktérky zahrály dvacet tři vítězných míčů, Williamsová se však dopustila většího množství – čtyřiceti osmi, nevynucených chyb ve srovnání s třiceti devíti krajanky, která ukončila její 20zápasovou neporazitelnost, rovněž jako výhry ve třiceti setech za sebou.
Spolu se sestrou Venus Williamsovou nastoupila také do ženské čtyřhry. Po dvousetových výhrách v úvodních třech kolech nad páry Camila Giorgiová a Stefanie Vögeleová, Věra Duševinová a Olga Govorcovová a turnajovými pětkami Naděždou Petrovovou s Katarinou Srebotnikovou, nestačily ve čtvrtfinále na italské světové jedničky Robertu Vinciovou a Saru Erraniovou. Přestože získaly první set a ve druhém za stavu 6–5 servírovaly na vítězství v zápase, ztratily danou sadu v tiebreaku a následně i třetí poměrem 5–7.

#### Qatar Total Open
Poprvé v kariéře zavítala na katarský turnaj Qatar Total Open v Dauhá, kde měla jako druhá nasazená v úvodním kole volný los. Ve druhé fázi únorového turnaje zdolala šťastnou poraženou z kvalifikace Darju Gavrilovovou. Od páté hry prvního setu vyhrála devět her v řadě a v utkání zahrála dvacet pět vítězných míčů proti devíti soupeřky. Obě se dopustily čtrnácti nevynucených chyb. Ve třetím kole získala prvních osm her proti Urszule Radwańské, aby jí Polka následně prolomila podání. Duel dovedla k vítězství, když poměr winnerů k nevynuceným chybám u Američanky činil 20–15, zatímco u Radwańské 6–20.
Ve čtvrtfinále narazila na světovou osmičku Petru Kvitovou. V šesté hře vybojovala Češka break, jejž potvrdila ziskem úvodní sady. Ve druhém setu naopak Američanka prorazila servis v osmém gamu a dovedla zápas do rozhodujícího dějství, v němž měla Kvitová po pátém gamu náskok dvou her. Williamsová ovšem kontrovala a set dospěl k její výhře 7–5. Bilance es vyzněla pro výše nasazenou tenistku v poměru 14–9, poměr vítězných míčů pak činil 37–35 z pohledu Williamsové a obě se dopustily osmi dvojchyb.

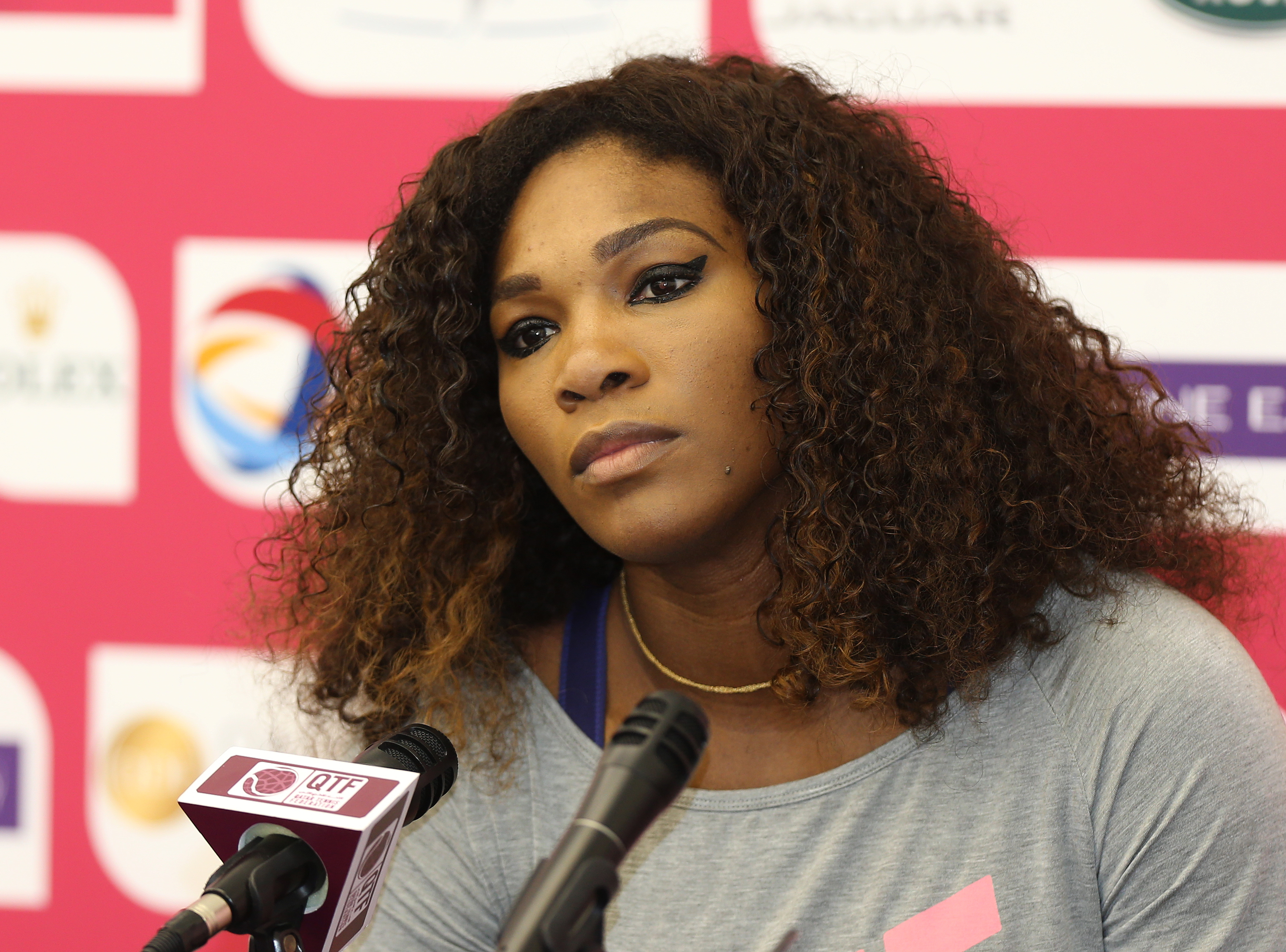
Serena Williamsová na tiskovce v Dauhá

Postup do semifinále znamenal návrat na 1. místo žebříčku WTA. Pošesté se tak hráčka stala světovou jedničkou, navíc jako vůbec nejstarší žena v historii světové klasifikace, když jí v den nástupu bylo 31 let, 4 měsíce a 24 dní. Mezi poslední čtyřkou přehrála ruskou světovou trojku Marii Šarapovovou. V úvodním setu soupeřce prolomila servis v šesté hře. Druhou sadu dovedla také do vítězného konce díky dvěma využitým breakovým příležitostem. V přímém boji o titul však nestačila na stále ještě úřadující první hráčku světa a obhájkyni titulu Viktorii Azarenkovou. Ztracené podání si ještě dokázala vzít zpět, a první sadu tak rozhodl tiebreak, jenž vyzněl ve prospěch Bělorusky. Williamsová v něm za stavu míčů 6–5 neproměnila setbol a další tři výměny ztratila, což znamenalo prohru 6–8. Přestože se do zápasu vrátila vyhraným druhým setem, v němž dvakrát prolomila podání, třetí dějství opět prohrála. Na úvod si Azarenková vytvořila třígamový náskok, který byl dostatečný na výhru v turnaji. Obě aktérky si již do konce držely svá podání. Bělorusce tak podlehla poprvé po devíti vítězných kláních, když na ni nestačila na Miami Masters 2009.

#### Dubai Tennis championships
Z Dubai Tennis Championships se odhlásila 45 minut před zahájením utkání proti Francouzce Marion Bartoliové pro zranění zad. Odstoupení znamenalo zápočet 0 bodů do její konečné klasifikace žebříčku WTA.

#### Sony Open Tennis
Prvním turnajem, jejž odehrála v roli staronové světové jedničky, se stal březnový Sony Open Tennis konaný v Miami. Po volném losu se ve druhém kole střetla s Italkou Flavií Pennettaovou. V úvodním dějství jí soupeřka připravila pouze o jednu hru, když Američanka v jeho průběhu dvakrát odvrátila stav 0:40 a sama proměnila dva breakboly z deseti možných. Druhá sada skončila stejným poměrem. Poté narazila na Japonku Ajumi Moritovou, která získala úvodní tři hry zápasu. Američanka se však chopila aktivity a vyhrála dalších sedm gamů. Opět v šesté hře druhé sady přišla Japonka o podání, což znamenalo vyřazení. Mezi poslední šestnáctkou hráček čelila Dominice Cibulkové. Obě aktérky si na úvod vzaly servisy. Slovenka poté od čtvrtého gamu zaznamenala šňůru sedmi her, čímž získala ve svůj prospěch první set. Ve druhém měla k dobru další break. Američanka však odpověděla sérií šesti vítězných her a ziskem sady. Návrat do utkání dovršila přesvědčivou výhrou rozhodujícího dějství 6–2. Poměr vítězných míčů a nevynucených chyb světové jedničky činil 40–41 proti soupeřčině bilanci 12–19.

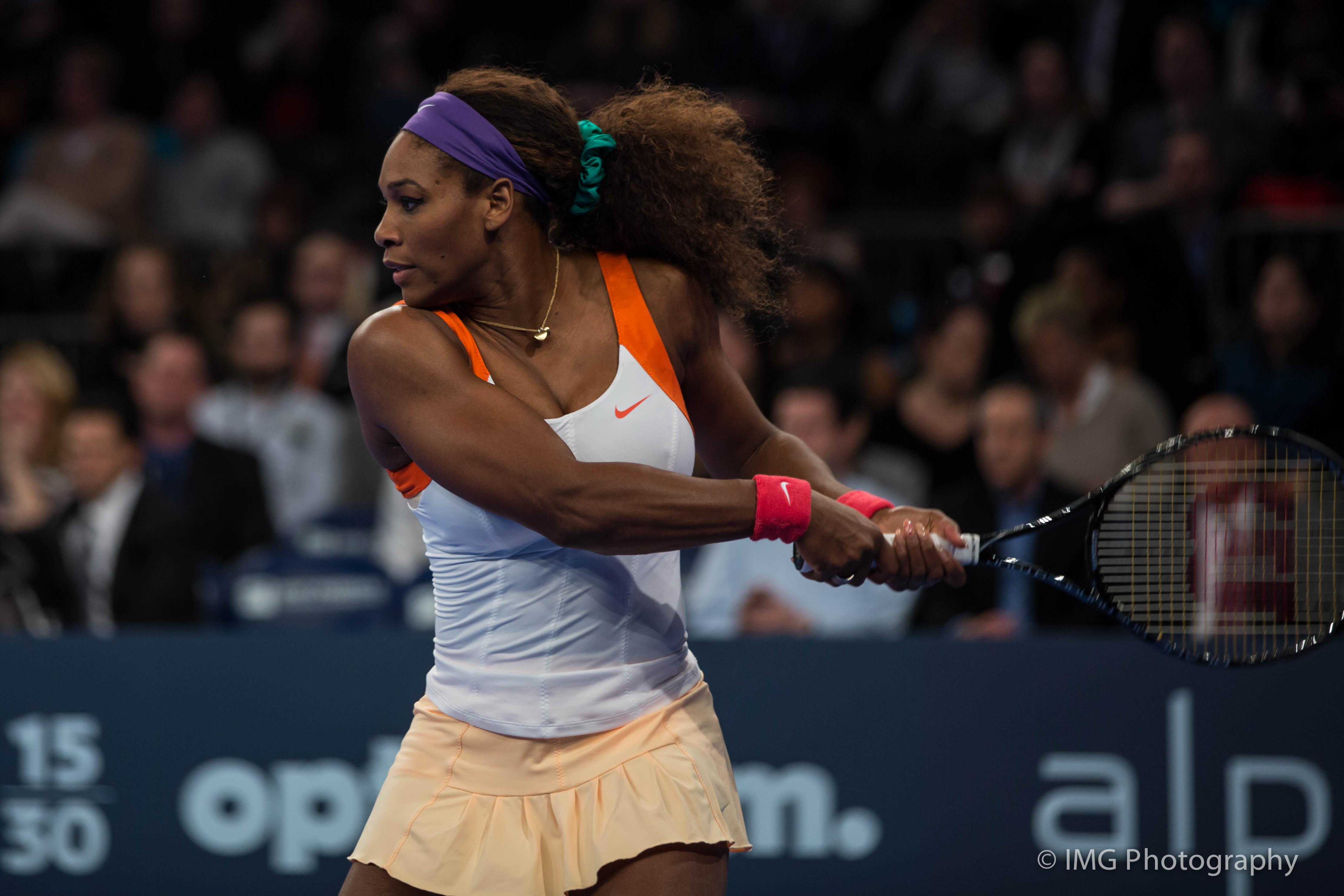
Na dubnové exhibici BNP Paribas Showdown

Ve čtvrtfinále čelila čínské tenistce Li Na, které prolomila servis v šestém gamu a připsala si set. Přestože se jí podařilo Číňanku breaknout i ve druhé sadě, Li zareagovala ziskem pěti her v řadě a při servisu Williamsové měla setbol, jejž Williamsová odvrátila. Čtyřmi hrami za sebou si pak světová jednička vynutila tiebreak, po němž slavila postup. V semifinále snadno přešla přes čtvrtou nasazenou obhájkyni titulu Agnieszku Radwańskou. V úvodní sadě nedokázala Polka uhrát žádný game a ve třetí hře následujícího dějství ztratila podání, což rozhodlo o osudu zápasu. Američanka zaznamenala 12 es a 40 winnerů na 21 nevynucených chyb, zatímco Radwańská zahrála pouze 6 vítězných míčů a vyrobila 12 nevynucených chyb. V boji o titul zdolala Marii Šarapovovou, která vyhrála úvodní set po rozhodujícím breaku v deváté hře. Ukončila tím šňůru 13 vyhraných sad Williamsové ve vzájemných utkáních a první získala první set za posledních pět let. Ve druhé fázi duelu šla Američanka do dvougamového vedení, aby následně ztratila tři hry za sebou. Trofej si však připsala po další sérii deseti gamů. Šarapovovou porazila pojedenácté v řadě. Bilance winnerů k počtu nevynucených chyb u Williamsové činila 34–29, oproti Rusčiným 14–25. Světová jednička tak dovršila rekordní šestý titul na Miami Masters, když překonala pět trofejí Steffi Grafové. Stala se teprve čtvrtou ženou otevřené éry tenisu, která dokázala vyhrát jeden turnaj nejméně šestkrát. Vyrovnala také Agassiho rekordní zápis 61 vítězných duelů na této události v Key Biscayne.

### V antukové sezóně bez prohry

#### Family Circle Cup
Na počátku dubna rozehrála první antukový turnaj Family Circle Cup z pozice nejvýše nasazené a obhájkyně titulu. Po volném losu přehrála Italku Camilu Giorgiovou, která si v úvodní sadě podržela servis pouze jednou. V páté a deváté hře druhého dějství Američanka sebrala soupeřce opět podání a duel dovedla do vítězného konce. Zaznamenala v něm devět es a žádnou dvojchybu, oproti pěti esům a tuctu dvojchyb protivnice. Ve třetí fázi ji čekala krajanka Mallory Burdetteová z konce první světové stovky. Úvodní sadu pro favoritku rozhodlo prolomené podání v desátém gamu. Na začátku druhého setu však servis sama ztratila, ale ze zbývajících sedmi her utkání, jich dokázala šest vyhrát. Stejný den pak nastoupila ještě ke čtvrtfinálovému zápasu. Poprvé v kariéře tak odehrála dvě utkání dvouhry během jediného dne. V repríze finále z předešlého ročníku si poradila s Lucií Šafářovou. Střetnutí otevřela dvě ztracená podání po sobě. Češka pak znovu servis prolomila v páté hře a break potvrdila. Následně přišel zvrat, když si Williamsová připsala deset z jedenácti zbývajících gamů.
V sesterském semifinále se utkala s Venus Williamsovou. Dvacátý čtvrtý vzájemný duel, a první za poslední tři roky, od finále Turnaje mistryň 2009, zvládla. V úvodním setu prolomila starší sourozenkyni třikrát servis a dovolila jí uhrát jediný game. Ve druhém získala její podání v první a sedmé hře, což znamenalo hladký postup do finále. Jednalo se o nejpřesvědčivější výhru jejich vzájemného soupeření vůbec, když ve 24 odehraných zápasech, neuhrála poražená nikdy méně než tři gamy. Mladší Serena tak navýšila poměr výher na 14–10.
V boji o titul se střetla s bývalou srbskou světovou jedničkou Jelenou Jankovićovou, s níž měla lehce aktivní bilanci utkání 5–4. První čtyři hry úvodní sady si hráčky podržely servis. Srbka při svých podáních byla nucená hrát přes shodu. O zisku setu Evropanka rozhodla dvěma breaky v páté a deváté hře. První game druhého dějství nabídl drobnou zápletku za stavu 40–15 při servisu Jankovićové. Během servisu zvedla Williamsová raketu na znamení, že ještě není připravená ke hře. Srbka se obrátila na rozhodčí s dotazem: „Jak dlouho musím čekat?“ Williamsová na to zareagovala slovy: „Až budu připravená“. Od tohoto míče se vývoj klání otočil, světová jednička získala všech šest her druhé sady a uštědřila soupeřce kanára. Ve třetím a sedmém gamu rozhodujícího setu pak opět prolomila podání, své vlastní si podržela a třetí mečbol proměnila v turnajový titul. Poměr vítězných míčů a nevynucených chyb činil 39–25, zatímco srbská hráčka měla bilanci 21–23. Na charlestonské zelené antuce vybojovala třetí trofej a prodloužila zde svou neporazitelnost na patnáct zápasů.

#### Mutua Madrid Open
V roli obhájkyně titulu přijížděla na jeden ze čtyř turnajů druhé nejvyšší kategorie Premier Mandatory – Mutua Madrid Open, který se po předchozím ročníku přesunul z modré antuky zpět na standardní cihlovou.

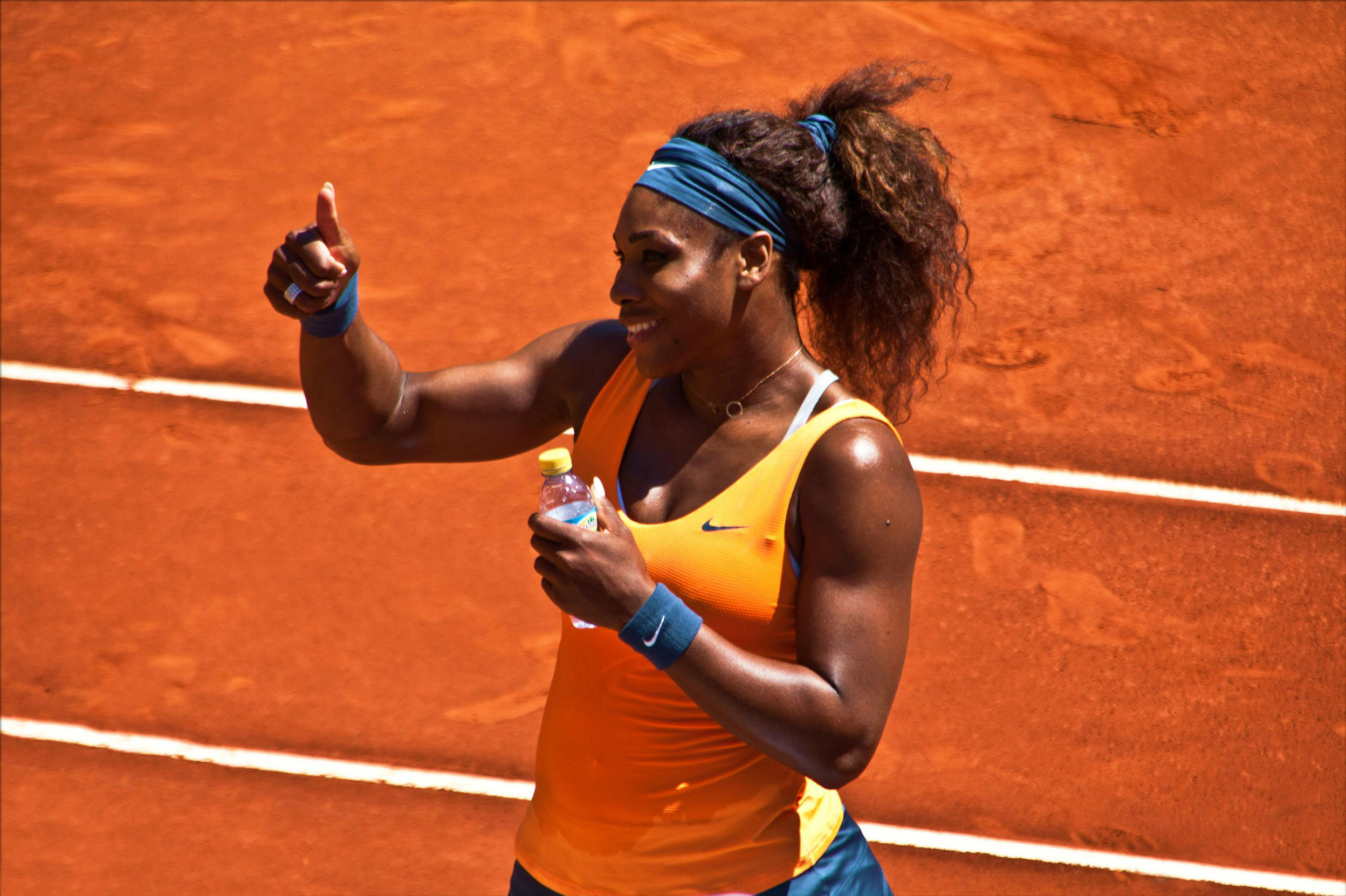
Oslava titulu na Mutua Madrid Open

Cestu za obhajobou zahájila proti Kazašce Julii Putincevové, která jí sebrala servis hned v úvodní hře. Američanka si jej vzala zpět v šestém gamu a o vítězce úvodní fáze duelu rozhodl až tiebreak ve prospěch světové jedničky. Ve druhé sadě již dominovala favoritka, která soupeřce prolomila servis čtyřikrát, zatímco sama přišla pouze o jediný. Ve druhém kole ji čekala Španělka Lourdes Domínguezová Linová. Williamsová měla raketový nástup do utkání a již v sedmém gamu servírovala na zisk úvodního setu. Přes ztrátu vlastního podání komfortní náskok zužitkovala, a po re-breaku si připsala první sadu. Druhá polovina střetnutí měla vyrovnaný průběhu až do dvanácté hry, kdy se podařilo americké hráčce ukořistit servis Španělky, což znamenalo postup. V osmifinále si poradila s třináctou nasazenou Mariou Kirilenkovou. Počátečních šest her si obě aktérky držely podání. Následně získala převahu Williamsová, která vyhrála devět z deseti zbylých gamů. Poměr vítězných úderů a nevynucených chyb u vítězky činil 22–10, naopak Kirilenková měla tuto bilanci negativní 9–25. Williamsová během druhého setu nevyrobila žádnou nevynucenou chybu.
Mezi posledními osmi tenistkami soutěže přehrála Španělku Anabel Medinaovou Garriguesovou, startující na divokou kartu. První set rozhodla osmá hra, v níž světová jednička soupeřce vzala podání a sadu doservírovala. Ve druhém dějství však přišel výpadek favoritky, když na Španělku neuhrála ani jeden game. Ve třetí fázi zápasu šla Američanka na úvod do dvougamového náskoku, ale další čtyři hry získala soupeřka. Ztracený break získala následně zpět a o postupu rozhodla ve dvanácti hrách po výhře 7–5. Poměr winnerů k nevynuceným chybám Američanky činil 39–48, zatímco u Medinaové Garriguesové představoval bilanci 19–18.
V semifinále zdolala Italku Saru Erraniovou, která Američance vzala podání ve třetím a sedmém gamu prvního setu. Žádnou výhodu z odskočení však nevytěžila, když Williamsová v obou případech zaznamenala re-break. Klíčový boj hráčky svedly o dvanáctou hru, jež připadla, a s ní i celá sada, světové jedničce hrající na příjmu. Favoritka si pohlídala finálovou účast dvěma breaky ze čtvrtého a osmého gamu druhého setu. Její bilance vítězných úderů a nevynucených chyb činila 47–39 proti poměru Erraniové 8–13. Pro Williamsovou postup znamenal první její finále konané na cihlové antuce od French Open 2002, tedy po více než deseti letech. V něm se s druhou nasazenou Mariou Šarapovovou utkala také o post světové jedničky, který mohl připadnout v případě úspěchu ruské hráčce. Úvod patřil Američance, když šla do čtyřgamového trháku a set doservírovala v sedmé hře. Druhá fáze již nebyla tak dominantní. V otevíracím gamu Šarapovová prolomila soupeřce podání. Ta si jej však vzala zpět v šesté hře a podruhé získala Rusčin servis v desátém gamu, což znamenalo rozhodující krok k turnajovému triumfu. Americká hráčka shodně zahrála 18 winnerů i nevynucených chyb. Poražená finalistka dosáhla na 14 vítězných míčů a vyrobila 21 nevynucených chyb. Williamsová slavila jubilejní 50. kariérní titul a premiérový na cihlové antuce od French Open 2002.

#### Internazionali BNL d'Italia
Na římskou antuku Internazionali BNL d'Italia zavítala s aktuální 19zápasovou neporazitelností a v pozici turnajové jedničky.
Po volném losu ji ve druhém kole čekala nejlépe žebříčkově postavená Britka Laura Robsonová. Přestože ostrovanka prolomila favoritce hned v otevíracím gamu, Williamsová zareagovala ziskem šesti z dalších sedmi her. Ve druhé sadě si připsala další dva breaky a vyhrála ji stejným poměrem jako první. Bilance vítězných míču k nevynuceným chybám činila 13-11. Statistika těchto parametrů u Robsonové činila 16-35. Osmifinále ji svedlo se Slovenkou Dominikou Cibulkovou, která dokázala v celém duelu vybojovat jediný game. Postupující zahrála 40 winnerů a 16 nevynucených chyb. Ve čtvrtfinále na ni nestačila španělská antukářka Carla Suárezová Navarrová. Střetnutí mělo opět hladký průběh, když se Španělka zmohla úhrnem na dvě hry. Bilance vítězných míčů k nevynucených chybám u Williamsové činila 26–14, respektive 9–16 u poražené.
V semifinále se utkala s rumunským překvapením turnaje, kvalifikantkou Simonou Halepovou, jejíž forma následně strmě stoupala. Rumunka dosáhla na brzký break ve třetím gamu, ovšem americká tenistka si poté připsala jedenáct ze zbývajících dvanácti her utkání, když ve druhé sadě uštědřila soupeřce kanára. Počet 24 winnerů a 20 nevynucených chyb ji posunul do finále. V repríze katarského finále nastoupila proti Viktorii Azarenkové, jež nedokázala klást souvislý odpor. Světová jednička vyhrála první tři hry, aby poté o podání sama přišla. Zisk dalších tří gamů znamenal ukončení úvodní sady v její prospěch. Od šesté hry druhého setu ztratily aktérky tří podání v řadě, aby v devátém gamu Američanka doservírovala zápas k titulu. Díky 8 esům, 41 winnerům a 19 nevynuceným chybám prodloužila Williamsová svou neporazitelnost na již 24 zápasů. V průběhu celého turnaje ji soupeřky připravily pouze o 14 her.

#### French Open
Jako nasazená jednička pařížského grandslamu French Open chtěla odčinit prohru z prvního kola předešlého ročníku. Prvními čtyřmi duely prošla přesvědčivě, když na její raketě postupně zůstaly Gruzínka Anna Tatišviliová poměrem 6–0, 6–1, Francouzka Caroline Garciaová 6–1, 6–2, Rumunka Sorana Cîrsteaová 6–0, 6–2 a italská světová patnáctka Roberta Vinciová 6–1, 6–3.

Ve čtvrtfinále jí jediný set dokázala sebrat Ruska Světlana Kuzněcovová, kterou přehrála 6–1, 3–6 a 6–3. V semifinále pak deklasovala loňskou finalistku Erraniovou 6–0, 6–1, což sedminásobná šampiónka z Paříže Chris Evertová zhodnotila jako nejlepší výkon tenistky na antuce, který ve svém životě viděla. V zápase o titul ji vyzvala druhá hráčka žebříčku a obhájkyně Maria Šarapovová, jež Američance podlehla 4–6 a 4–6. V poslední hře zápasu si Williamsová došla pro druhý titul z Roland Garros třemi zahranými esy. Jedenáctiletý rozdíl mezi dvěma výhrami na stejném Grand Slamu představovalo nejdelší období v otevřené éře tenisu. Po Martině Navrátilové, Chris Evertové a Steffi Grafové se stala čtvrtou hráčkou open éry, která dokázala vyhrát každý z grandslamů alespoň dvakrát.

### Wimbledon
Na wimbledonský turnaj přijížděla jako hlavní favoritka a obhájkyně titulu se šňůrou 31zápasové neporazitelnosti. V úvodním kole přešla přes lucemburskou hráčku Mandy Minellaovou, která odebrala Američance čtyři gamy. Následně na její raketě zůstaly francouzská kvalifikantka Caroline Garciaová a japonská veteránka Kimiko Dateová, jíž se podařilo uhrát dvě hry. Po nevydařeném vstupu do osmifinále s 23. nasazenou Němkou Sabine Lisickou ztratila úvodní dějství 2–6. Druhou sadu naopak získala ve svůj prospěch poměrem 6–2. V první polovině rozhodujícího dějství nic nenasvědčovalo překvapení, když se Williamsová ujala vedení 3–0 a 4–2. V osmém gamu navíc promarnila čtyři breakboly na dvojité prolomení soupeřčina podání. Ztráta této hry však nakonec znamenala obrat v utkání. Houževnatá Němka si připsala čtyři hry za sebou a set vyhrála 6–4, čímž ukončila sérii 34 výher světové jedničky bez porážky, nejdelší šňůru neporazitelnosti v kariéře Američanky.
 Lisická mimo jiné ve Wimbledonu počtvrté v řadě vyřadila úřadující vítězku French Open.

### Collector Swedish Open
Ve druhé polovině července odehrála na švédské antuce turnaj Collector Swedish Open. V jeho průběhu neztratila ani jeden set a soupeřky na ni uhrály maximálně pět gamů na zápas. Po výhrách nad Kazaškou Sesil Karatančevovou, Annou Tatišviliovou a španělskou antukářkou Lourdes Domínguezovou Linovou, v semifinále uštědřila „kanára“ třetí nasazené Kláře Zakopalové. Po vyrovnanějším druhé sadě v poměru 6–4 postoupila do finále, kde zdolala švédskou turnajovou osmičku Johannu Larssonovou 6–4 a 6–1. Poprvé v kariéře tak získala titul z nejnižší kategorie ženského profesionálního okruhu International a celkově 53. singlovou trofej. Prodloužila také svou neporazitelnost na antuce na 28-0.

### US Open Series
Letní US Open Series odstartovala na torontském Canada Masters. Celý turnajem prošla bez ztráty sady, když na cestě do semifinále po volném losu hladce vyřadila Francescu Schiavoneovou, Kirsten Flipkensovou a Slovenku Magdalénu Rybárikovou 6–1 a 6–1. Nejvyrovnanější průběh mělo utkání s třetí nasazenou Agnieszkou Radwańskou, která po ztrátě úvodní sady, v úvodu druhého setu prolomila podání soupeřky. Ta ovšem odpověděla ziskem dvou breaků, které znamenaly postup do finále výsldkem 7–6 a 6–4. V něm Williamsová deklasovala překvapivou finalistku Soranu Cîrsteaovou z Rumunska ve dvou sadách 6–2 a 6–0. Získala tak osmý titul v sezóně, čímž překonala osobní rekord v počtu turnajových trofejí během jediného roku.
Poté usilovala o premiérový titul na Cincinnati Masters. Po volném losu přehrála mladou kanadskou kvalifikantku Eugenii Bouchardovou ve třech setech. Na další cestě do finále již neztratila žádnou sadu, když vyřadila Němku Monu Barthelovou, ve čtvrtfinále v dobré formě hrající Simonu Halepovou a mezi poslední čtveřicí tenistek obhájkyni titulu Li Na. V boji o titul nastoupila proti běloruské světové dvojce Azarenkové, která po ztrátě dvou podání prohrála první set 2–6. Druhé dějství však stejným poměrem získala. Na počátku třetí sady prolomila Běloruska soupeřce podání a ujala se dvougamového vedení. O náskok však přišla v desáté hře, kdy servírovala na výhru v turnaji. Sada tak dospěla do tiebreaku, z něhož vyšla vítězně Azarenková těsným poměrem míčů 8:6. Ukončila tím 14zápasovou neporazitelnost světové jedničky.

#### US Open
Na US Open přijížděla v roli obhájkyně titulu. V prvních dvou kolech uštědřila soupeřkám vždy po jednom „kanáru“. Nejdříve zdolala Francescu Schiavoneovou a poté Galinu Voskobojevovou. Druhá Kazaška v řadě Jaroslava Švedovová na ni ve třetí fázi uhrála čtyři hry. O jednu více si v osmifinále připsala patnáctá nasazená krajanka Sloane Stephensová.
Mezi posledními osmi zahrála dva „kanáry“ turnajové osmnáctce Carle Suárezové Navarrové, když vyrobila pouze devět nevynucených chyb. Naposledy předtím skončil zápas dvouhry na US Open 6–0 a 6–0 v roce 1989, když Martina Navrátilová porazila Manuelu Malejevovou. Třetího kanára za sebou dosáhla v semifinále proti Li Na, která Američance sebrala v úvodu druhého setu podání. Světová jednička však odpověděla ziskem čtyř her v řadě a druhé dějství dovedla k výhře 6–3 poté, co proměnila až sedmý mečbol.

Finále mělo stejné složení jako předchozí rok, když americká hráčka čelila světové dvojce Viktorii Azarenkové. Ta ji dva týdny předtím porazila. Williamsová se ujala vedení 1–0 na sety a ve druhém servírovala s výhodou breaku v 10. a 12. hře na turnajové vítězství. Soupeřka si však obě podání vzala zpět a výhrou ve zkrácené hře si vynutila rozhodující sadu. V ní dominovala světová jednička, která ztratila jediný game. Vítězství pro ni znamenalo pátý titul na US Open a celkově sedmnáctý grandslam kariéry. Současně se stala nejstarší vítězkou US Open v otevřené éře, když několik dnů před 32. narozeninami překonala věkový rekord Margaret Courtové. Odměna ve výši 3,6 miliónu dolarů (2,6 za turnaj a 1 milion za sérii) představovala nejvyšší odměnu v historii tenisu k datu konání grandslamu (stejnou částku obdržel i mužský šampión Nadal).
V ženské čtyřhře se probojovala po boku sestry Venus Williamsové do semifinále, kde je vyřadily vítězky turnaje Andrea Hlaváčková a Lucie Hradecká ve dvou setech.

### Závěrečná podzimní část

#### China Open
Jako nejvýše nasazená hráčka přijela na pekingský China Open, když měla jistotu, že v konečné klasifikaci zakončí sezónu na 1. místě.
Cestu za desátým titulem roku zahájila výhrou nad Jelenou Vesninovovou. Přestože v úvodní sadě ztratila dvakrát podání, dokázala Rusce naopak třikrát prolomit servis a získat úvodní dějství. Následně si připsala pět her v řadě a dovedla utkání do vítězného konce. Ve druhém kole si poradila s Francescou Schiavoneovou. V desáté hře získala Amwričanka break a vyhrála první set. Ve druhé sadě měla Italka dva setboly v deváté hře, které neproměnila. Následně ztratila tři gamy a tím i celý zápas.
Ve třetí fázi čekala Williamsovou druhá Ruska na turnaji Maria Kirilenková. Porazila ji po zvládnutých koncovkách obou setů, když ji vždy odebrala podání ve dvanáctém, posledním, gamu sady. Ve čtvrtfinále nastoupila proti Dánce Caroline Wozniacké. Poté, co si připsala deset z úvodních jedenácti her, dosáhla bez problémů na úvodní sadu. Ve druhém setu však dánská hráčka získala tři gamy za sebou, ale vedení neudržela. Američanka postoupila po výhře druhého dějství rozdílem dvou her. V semifinále narazila na turnajovou trojku Agnieszku Radwańskou, která jí nekladla větší odpor, když v každé sadě uhrála dva gamy. V celém utkání čelila pouze jediném breakbolu Polky v poslední hře zápasu, jejž odvrátila.
Ve finále se střetla s osmou nasazenou Srbkou Jelenou Jankovićovou, které v úvodní sadě dvakrát sebrala podání. Ve druhém setu jí naopak Srbka prolomila podání ve třetí hře. V následné pauze si Jankovićová vyžádala zdravotní přestávku a poté prohrála pět her za sebou, čímž odešla poražena stejným výsledkem jako Radwańska. Desátý titul pro Williamsovou znamenal první dvouciferný počet triumfů během jedné sezóny a druhou trofej na China Open, když si první připsala v premiérovém ročníku 2004.

#### WTA Tour Championships
Závěrečný start v roce absolvovala na istanbulském Turnaji mistryň, kde potřetí v kariéře potvrdila na konečném žebříčku pozici světové jedničky. Na poslední události navazovala na šňůru 10 výher za sebou z let 2009 a 2012, když se v roce 2010 i 2011 turnaje neúčastnila.
V červené skupině startovala jako obhájkyně titulu po boku třetí nasazené Agnieszky Radwańské, turnajové pětky Petry Kvitové a osmičky Angelique Kerberové. V úvodním klání proti Kerberové získala break ve třetí hře. Vlastní servis ani jednou neztratila, čímž dovedla první set do vítězného konce. Druhou sadu již Němka nekladla odpor a dokázala uhrát jedinou hru. Williamsová zaznamenala 31 vítězných úderů a 11 nevynucených chyb. Poté přehrála Polku Radwańskou. Během prvního setu její podání prolomila v osmém a desátém gamu. Rozdílem dvou her pak dovedla zápas ke druhé výhře. V posledním duelu základní fáze narazila na šampiónku z roku 2011 Kvitovou. Poté, co odvrátila breakboly v otevírací hře, vzala soupeřce servis ve druhém a osmém gamu, což znamenalo zisk setu. Ve druhém dějství jí prodloužení neporazitelnosti zajistila čtvrtá hra, v níž Češku brejkla. Získaný servis potvrdila zápasovou výhrou. V utkání zaservírovala 11 es.
Z pozice vítězky skupiny se v semifinále střetla s Jelenou Jankovićovou, v konečném pořadí druhou z bílé skupiny. Do reprízy nedávného pekingského finále vstoupila lépe Srbka, když soupeřce prolomila podání ve čtvrté hře. Američanka však odpověděla rychlým re-breakem a dalším ziskem servisu Srbky v sedmém gamu. Ten se stal klíčový pro vítězství světové jedničky v prvním setu rozdílem dvou her. Ve druhé fázi se Jankovićové podařilo odebrat podání Williamsové hned třikrát, zatímco sama ztratila jediné. Duel tak dovedla do rozhodující sady. Američanka prohrála první set po sérii jedenácti vítězných. V prvních třech hrách třetí sady si obě aktérky vzaly svá podání, Williamsová pak přidala další break v páté hře. V osmém gamu servírovala poprvé na vítězství, ale Srbka hrozbu ještě odvrátila ziskem gamu. V desáté hře již favoritka druhou šanci na ukončení nepustila, a po proměnění čtvrtého mečbolu, postoupila do finále. Přesto v dané hře čelila breakbolu. V duelu zaznamenala 40 winnerů a stejný počet nevynucených chyb. Ve finále si poradila s Číňankou Li Na, pro niž byla účast v posledním zápase turnaje premiérou. Li úvodní sadu opanovala, když servis Američanky prolomila dvakrát. Williamsová zvládla rychlý nástup do druhé fáze. Její šňůru tří gamů se čínské hráčce podařilo dorovnat. Od tohoto stavu dominovala na dvorci Američanka, která vyhrála všech devět zbývajících her, což ve třetím setu znamenalo zakončení kanárem. Williamsová si připsala čtvrtou trofej z Turnaje mistryń, čímž vyrovnala počet titulů Chris Evertové a celkově jedenáctou sezónní výhru. Svou neporazitelnost na závěrečném turnaji roku prodloužila na patnáct utkání.

### Týmové soutěže

#### Fed Cup: baráž Světové skupiny
Poté, co Williamsová v únoru nenastoupila do prvního kola Světové skupiny proti Itálii, v němž Američanky utrpěly na riminské antuce porážku 2:3, pomohla týmu v baráži o udržení v elitní etáži soutěže.
Ve druhé polovině dubna tak na centrálním dvorci areálu Delray Beach Tennis Center nastoupila ke dvěma dvouhrám proti Švédsku. Do sobotního zápasu vstupovala za stavu 0:1 z pohledu Američanek. Proti švédské dvojce Johanně Larssonové potvrdila roli favoritky a za 66 minut jí dovolila uhrát v každém setu dva gamy. Srovnala tak poměr na 1:1. Nedělní program otevírala utkáním proti Sofii Arvidssonové, jíž deklasovala za 56 minut po výsledku 6–2 a 6–1. Spojené státy tak šly do vedení 2:1. Třetí údržbový bod a jistotu účasti ve Světové skupině 2014 pak přidala její starší sestra Venus Williamsová výhrou nad Larssonovou.

## Přehled utkání

### Dvouhra: 82 (72–4)
| Turnaj                                                                                                   | utkání | fáze    | soupeřka                      | WTA       | stav      | výsledek           |
| Brisbane International Brisbane, Austrálie WTA Premier tvrdý, venku 30. prosince 2012 – 5. ledna 2013    | 663.   | 1. kolo | Varvara Lepčenková            | 21.       | výhra     | 6–2, 6–1           |
| Brisbane International Brisbane, Austrálie WTA Premier tvrdý, venku 30. prosince 2012 – 5. ledna 2013    | 664.   | 2. kolo | Alizé Cornetová               | 44.       | výhra     | 6–2, 6–2           |
| Brisbane International Brisbane, Austrálie WTA Premier tvrdý, venku 30. prosince 2012 – 5. ledna 2013    | 665.   | QF      | Sloane Stephensová            | 38.       | výhra     | 6–4, 6–3           |
| Brisbane International Brisbane, Austrálie WTA Premier tvrdý, venku 30. prosince 2012 – 5. ledna 2013    | –      | SF      | Viktoria Azarenková           | 1.        | bez boje  |                    |
| Brisbane International Brisbane, Austrálie WTA Premier tvrdý, venku 30. prosince 2012 – 5. ledna 2013    | 666.   | Finále  | Anastasija Pavljučenkovová    | 36.       | vítězka   | 6–2, 6–1           |
| Australian Open Melbourne, Austrálie Grand Slam tvrdý, venku 14. – 27. ledna 2013                        | 667.   | 1. kolo | Edina Gallovitsová-Hallová    | 110.      | výhra     | 6–0, 6–0           |
| Australian Open Melbourne, Austrálie Grand Slam tvrdý, venku 14. – 27. ledna 2013                        | 668.   | 2. kolo | Garbiñe Muguruzaová           | 112.      | výhra     | 6–2, 6–0           |
| Australian Open Melbourne, Austrálie Grand Slam tvrdý, venku 14. – 27. ledna 2013                        | 669.   | 3. kolo | Ajumi Moritová                | 72.       | výhra     | 6–1, 6–3           |
| Australian Open Melbourne, Austrálie Grand Slam tvrdý, venku 14. – 27. ledna 2013                        | 670.   | 4. kolo | Maria Kirilenková             | 15.       | výhra     | 6–2, 6–0           |
| Australian Open Melbourne, Austrálie Grand Slam tvrdý, venku 14. – 27. ledna 2013                        | 671.   | QF      | Sloane Stephensová            | 25.       | prohra    | 6–3, 5–7, 4–6      |
| Qatar Total Open Dauhá, Katar WTA Premier 5 tvrdý, venku 11. – 17. února 2013                            | –      | 1. kolo | volný los                     | volný los | volný los | volný los          |
| Qatar Total Open Dauhá, Katar WTA Premier 5 tvrdý, venku 11. – 17. února 2013                            | 672.   | 2. kolo | Darja Gavrilovová             | 160.      | výhra     | 6–2, 6–1           |
| Qatar Total Open Dauhá, Katar WTA Premier 5 tvrdý, venku 11. – 17. února 2013                            | 673.   | 3. kolo | Urszula Radwańská             | 37.       | výhra     | 6–0, 6–3           |
| Qatar Total Open Dauhá, Katar WTA Premier 5 tvrdý, venku 11. – 17. února 2013                            | 674.   | QF      | Petra Kvitová                 | 8.        | výhra     | 3–6, 6–3, 7–5      |
| Qatar Total Open Dauhá, Katar WTA Premier 5 tvrdý, venku 11. – 17. února 2013                            | 675.   | SF      | Maria Šarapovová              | 3.        | výhra     | 6–3, 6–2           |
| Qatar Total Open Dauhá, Katar WTA Premier 5 tvrdý, venku 11. – 17. února 2013                            | 676.   | Finále  | Viktoria Azarenková           | 1.        | prohra    | 6–7(6–8), 6–2, 3–6 |
| Dubai Tennis Championships Dubaj, Spojené arabské emiráty WTA Premier tvrdý, venku 18. – 23. února 2013  | –      | 1. kolo | volný los                     | volný los | volný los | volný los          |
| Dubai Tennis Championships Dubaj, Spojené arabské emiráty WTA Premier tvrdý, venku 18. – 23. února 2013  | –      | 2. kolo | Marion Bartoliová             | 11.       | bez boje  |                    |
| Sony Open Tennis Miami, Spojené státy WTA Premier Mandatory tvrdý, venku 18. – 31. března 2013           | –      | 1. kolo | volný los                     | volný los | volný los | volný los          |
| Sony Open Tennis Miami, Spojené státy WTA Premier Mandatory tvrdý, venku 18. – 31. března 2013           | 677.   | 2. kolo | Flavia Pennettaová            | 103.      | výhra     | 6–1, 6–1           |
| Sony Open Tennis Miami, Spojené státy WTA Premier Mandatory tvrdý, venku 18. – 31. března 2013           | 678.   | 3. kolo | Ajumi Moritová                | 50.       | výhra     | 6–3, 6–3           |
| Sony Open Tennis Miami, Spojené státy WTA Premier Mandatory tvrdý, venku 18. – 31. března 2013           | 679.   | 4. kolo | Dominika Cibulková            | 14.       | výhra     | 2–6, 6–4, 6–2      |
| Sony Open Tennis Miami, Spojené státy WTA Premier Mandatory tvrdý, venku 18. – 31. března 2013           | 680.   | QF      | Li Na                         | 5.        | výhra     | 6–3, 7–6(7–5)      |
| Sony Open Tennis Miami, Spojené státy WTA Premier Mandatory tvrdý, venku 18. – 31. března 2013           | 681.   | SF      | Agnieszka Radwańská           | 4.        | výhra     | 6–0, 6–3           |
| Sony Open Tennis Miami, Spojené státy WTA Premier Mandatory tvrdý, venku 18. – 31. března 2013           | 682.   | Finále  | Maria Šarapovová              | 2.        | vítězka   | 4–6, 6–3, 6–0      |
| Family Circle Cup Charleston, Spojené státy WTA Premier zelená antuka, venku 1. – 7. dubna 2013          | –      | 1. kolo | volný los                     | volný los | volný los | volný los          |
| Family Circle Cup Charleston, Spojené státy WTA Premier zelená antuka, venku 1. – 7. dubna 2013          | 683.   | 2. kolo | Camila Giorgiová              | 85.       | výhra     | 6–2, 6–3           |
| Family Circle Cup Charleston, Spojené státy WTA Premier zelená antuka, venku 1. – 7. dubna 2013          | 684.   | 3. kolo | Mallory Burdetteová           | 99.       | výhra     | 6–4, 6–2           |
| Family Circle Cup Charleston, Spojené státy WTA Premier zelená antuka, venku 1. – 7. dubna 2013          | 685.   | QF      | Lucie Šafářová                | 19.       | výhra     | 6–4, 6–1           |
| Family Circle Cup Charleston, Spojené státy WTA Premier zelená antuka, venku 1. – 7. dubna 2013          | 686.   | SF      | Venus Williamsová             | 24.       | výhra     | 6–1, 6–2           |
| Family Circle Cup Charleston, Spojené státy WTA Premier zelená antuka, venku 1. – 7. dubna 2013          | 687.   | Finále  | Jelena Jankovićová            | 18.       | vítězka   | 3–6, 6–0, 6–2      |
| Fed Cup – baráž: Spojené státy vs. Švédsko Delray Beach, Spojené státy tvrdý, venku 20. – 21. dubna 2013 | 688.   | baráž   | Johanna Larssonová            | 66.       | výhra     | 6–2, 6–2           |
| Fed Cup – baráž: Spojené státy vs. Švédsko Delray Beach, Spojené státy tvrdý, venku 20. – 21. dubna 2013 | 689.   | baráž   | Sofia Arvidssonová            | 54.       | výhra     | 6–2, 6–1           |
| Mutua Madrid Open Madrid, Španělsko WTA Premier Mandatory antuka, venku 6. – 12. května 2013             | 690.   | 1. kolo | Julia Putincevová             | 88.       | výhra     | 7–6(7–5), 6–1      |
| Mutua Madrid Open Madrid, Španělsko WTA Premier Mandatory antuka, venku 6. – 12. května 2013             | 691.   | 2. kolo | Lourdes Domínguezová Linová   | 47.       | výhra     | 6–2, 7–5           |
| Mutua Madrid Open Madrid, Španělsko WTA Premier Mandatory antuka, venku 6. – 12. května 2013             | 692.   | 3. kolo | Maria Kirilenková             | 12.       | výhra     | 6–3, 6–1           |
| Mutua Madrid Open Madrid, Španělsko WTA Premier Mandatory antuka, venku 6. – 12. května 2013             | 693.   | QF      | Anabel Medinaová Garriguesová | 63.       | výhra     | 6–3, 0–6, 7–5      |
| Mutua Madrid Open Madrid, Španělsko WTA Premier Mandatory antuka, venku 6. – 12. května 2013             | 694.   | SF      | Sara Erraniová                | 7.        | výhra     | 7–5, 6–2           |
| Mutua Madrid Open Madrid, Španělsko WTA Premier Mandatory antuka, venku 6. – 12. května 2013             | 695.   | Finále  | Maria Šarapovová              | 2.        | vítězka   | 6–1, 6–4           |
| Internazionali BNL d'Italia Řím, Itálie WTA Premier 5 antuka, venku 13. – 19. května 2013                | –      | 1. kolo | volný los                     | volný los | volný los | volný los          |
| Internazionali BNL d'Italia Řím, Itálie WTA Premier 5 antuka, venku 13. – 19. května 2013                | 696.   | 2. kolo | Laura Robsonová               | 39.       | výhra     | 6–2, 6–2           |
| Internazionali BNL d'Italia Řím, Itálie WTA Premier 5 antuka, venku 13. – 19. května 2013                | 697.   | 3. kolo | Dominika Cibulková            | 16.       | výhra     | 6–0, 6–1           |
| Internazionali BNL d'Italia Řím, Itálie WTA Premier 5 antuka, venku 13. – 19. května 2013                | 698.   | QF      | Carla Suárezová Navarrová     | 22.       | výhra     | 6–2, 6–0           |
| Internazionali BNL d'Italia Řím, Itálie WTA Premier 5 antuka, venku 13. – 19. května 2013                | 699.   | SF      | Simona Halepová               | 64.       | výhra     | 6–3, 6–0           |
| Internazionali BNL d'Italia Řím, Itálie WTA Premier 5 antuka, venku 13. – 19. května 2013                | 700.   | Finále  | Viktoria Azarenková           | 3.        | vítězka   | 6–1, 6–3           |
| French Open Paříž, Francie Grand Slam antuka, venku 26. května – 9. června 2013                          | 701.   | 1. kolo | Anna Tatišviliová             | 83.       | výhra     | 6–0, 6–1           |
| French Open Paříž, Francie Grand Slam antuka, venku 26. května – 9. června 2013                          | 702.   | 2. kolo | Caroline Garciaová            | 113.      | výhra     | 6–1, 6–2           |
| French Open Paříž, Francie Grand Slam antuka, venku 26. května – 9. června 2013                          | 703.   | 3. kolo | Sorana Cîrsteaová             | 26.       | výhra     | 6–0, 6–2           |
| French Open Paříž, Francie Grand Slam antuka, venku 26. května – 9. června 2013                          | 704.   | 4. kolo | Roberta Vinciová              | 15.       | výhra     | 6–1, 6–3           |
| French Open Paříž, Francie Grand Slam antuka, venku 26. května – 9. června 2013                          | 705.   | QF      | Světlana Kuzněcovová          | 39.       | výhra     | 6–1, 3–6, 6–3      |
| French Open Paříž, Francie Grand Slam antuka, venku 26. května – 9. června 2013                          | 706.   | SF      | Sara Erraniová                | 5.        | výhra     | 6–0, 6–1           |
| French Open Paříž, Francie Grand Slam antuka, venku 26. května – 9. června 2013                          | 707.   | Finále  | Maria Šarapovová              | 2.        | vítězka   | 6–4, 6–4           |
| Wimbledon Londýn, Spojené království Grand Slam tráva, venku 24. června – 7. července 2013               | 708.   | 1. kolo | Mandy Minellaová              | 92.       | výhra     | 6–1, 6–3           |
| Wimbledon Londýn, Spojené království Grand Slam tráva, venku 24. června – 7. července 2013               | 709.   | 2. kolo | Caroline Garciaová            | 100.      | výhra     | 6–3, 6–2           |
| Wimbledon Londýn, Spojené království Grand Slam tráva, venku 24. června – 7. července 2013               | 710.   | 3. kolo | Kimiko Dateová                | 84.       | výhra     | 6–2, 6–0           |
| Wimbledon Londýn, Spojené království Grand Slam tráva, venku 24. června – 7. července 2013               | 711.   | 4. kolo | Sabine Lisická                | 23.       | prohra    | 2–6, 6–1, 4–6      |
| Collector Swedish Open Båstad, Švédsko WTA International antuka, venku 15. - 21. července 2013           | 712.   | 1. kolo | Sesil Karatančevová           | 131.      | výhra     | 6–1, 6–2           |
| Collector Swedish Open Båstad, Švédsko WTA International antuka, venku 15. - 21. července 2013           | 713.   | 2. kolo | Anna Tatišviliová             | 104.      | výhra     | 6–2, 6–3           |
| Collector Swedish Open Båstad, Švédsko WTA International antuka, venku 15. - 21. července 2013           | 714.   | QF      | Lourdes Domínguezová Linová   | 54.       | výhra     | 6–1, 6–1           |
| Collector Swedish Open Båstad, Švédsko WTA International antuka, venku 15. - 21. července 2013           | 715.   | SF      | Klára Zakopalová              | 37.       | výhra     | 6–0, 6–4           |
| Collector Swedish Open Båstad, Švédsko WTA International antuka, venku 15. - 21. července 2013           | 716.   | Finále  | Johanna Larssonová            | 76.       | vítězka   | 6–4, 6–1           |
| Rogers Cup Toronto, Kanada WTA Premier 5 tvrdý, venku 5. – 11. srpna 2013                                | –      | 1. kolo | volný los                     | volný los | volný los | volný los          |
| Rogers Cup Toronto, Kanada WTA Premier 5 tvrdý, venku 5. – 11. srpna 2013                                | 717.   | 2. kolo | Francesca Schiavoneová        | 57.       | výhra     | 6–3, 6–2           |
| Rogers Cup Toronto, Kanada WTA Premier 5 tvrdý, venku 5. – 11. srpna 2013                                | 718.   | 3. kolo | Kirsten Flipkensová           | 13.       | výhra     | 6–0, 6–3           |
| Rogers Cup Toronto, Kanada WTA Premier 5 tvrdý, venku 5. – 11. srpna 2013                                | 719.   | QF      | Magdaléna Rybáriková          | 42.       | výhra     | 6–1, 6–1           |
| Rogers Cup Toronto, Kanada WTA Premier 5 tvrdý, venku 5. – 11. srpna 2013                                | 720.   | SF      | Agnieszka Radwańská           | 4.        | výhra     | 7–6(7–3), 6–4      |
| Rogers Cup Toronto, Kanada WTA Premier 5 tvrdý, venku 5. – 11. srpna 2013                                | 721.   | Finále  | Sorana Cîrsteaová             | 27.       | vítězka   | 6–2, 6–0           |
| Western & Southern Open Cincinnati, Spojené státy WTA Premier 5 tvrdý, venku 12. – 18. srpna 2013        | –      | 1. kolo | volný los                     | volný los | volný los | volný los          |
| Western & Southern Open Cincinnati, Spojené státy WTA Premier 5 tvrdý, venku 12. – 18. srpna 2013        | 722.   | 2. kolo | Eugenie Bouchardová           | 62.       | výhra     | 4–6, 6–2, 6–2      |
| Western & Southern Open Cincinnati, Spojené státy WTA Premier 5 tvrdý, venku 12. – 18. srpna 2013        | 723.   | 3. kolo | Mona Barthelová               | 32.       | výhra     | 6–4, 6–1           |
| Western & Southern Open Cincinnati, Spojené státy WTA Premier 5 tvrdý, venku 12. – 18. srpna 2013        | 724.   | QF      | Simona Halepová               | 25.       | výhra     | 6–0, 6–4           |
| Western & Southern Open Cincinnati, Spojené státy WTA Premier 5 tvrdý, venku 12. – 18. srpna 2013        | 725.   | SF      | Li Na                         | 5.        | výhra     | 7–5, 7–5           |
| Western & Southern Open Cincinnati, Spojené státy WTA Premier 5 tvrdý, venku 12. – 18. srpna 2013        | 726.   | Finále  | Viktoria Azarenková           | 2.        | prohra    | 6–2, 2–6, 6–7(6–8) |
| US Open New York, Spojené státy Grand Slam tvrdý, venku 26. srpna – 9. září 2013                         | 727.   | 1. kolo | Francesca Schiavoneová        | 56.       | výhra     | 6–0, 6–1           |
| US Open New York, Spojené státy Grand Slam tvrdý, venku 26. srpna – 9. září 2013                         | 728.   | 2. kolo | Galina Voskobojevová          | 77.       | výhra     | 6–3, 6–0           |
| US Open New York, Spojené státy Grand Slam tvrdý, venku 26. srpna – 9. září 2013                         | 729.   | 3. kolo | Jaroslava Švedovová           | 78        | výhra     | 6–3, 6–1           |
| US Open New York, Spojené státy Grand Slam tvrdý, venku 26. srpna – 9. září 2013                         | 730.   | 4. kolo | Sloane Stephensová            | 16.       | výhra     | 6–4, 6–1           |
| US Open New York, Spojené státy Grand Slam tvrdý, venku 26. srpna – 9. září 2013                         | 731.   | QF      | Carla Suárezová Navarrová     | 20.       | výhra     | 6–0, 6–0           |
| US Open New York, Spojené státy Grand Slam tvrdý, venku 26. srpna – 9. září 2013                         | 732.   | SF      | Li Na                         | 6.        | výhra     | 6–0, 6–3           |
| US Open New York, Spojené státy Grand Slam tvrdý, venku 26. srpna – 9. září 2013                         | 733.   | Finále  | Viktoria Azarenková           | 2.        | vítězka   | 7–5, 6–7(6–8), 6–1 |
| China Open Peking, Čínská lidová republika WTA Premier Mandatory tvrdý, venku 28. září – 6. října 2013   | 734.   | 1. kolo | Jelena Vesninová              | 24.       | výhra     | 6–4, 6–2           |
| China Open Peking, Čínská lidová republika WTA Premier Mandatory tvrdý, venku 28. září – 6. října 2013   | 735.   | 2. kolo | Francesca Schiavoneová        | 47.       | výhra     | 6–4, 7–5           |
| China Open Peking, Čínská lidová republika WTA Premier Mandatory tvrdý, venku 28. září – 6. října 2013   | 736.   | 3. kolo | Maria Kirilenková             | 18.       | výhra     | 7–5, 7–5           |
| China Open Peking, Čínská lidová republika WTA Premier Mandatory tvrdý, venku 28. září – 6. října 2013   | 737.   | QF      | Caroline Wozniacká            | 8.        | výhra     | 6–1, 6–4           |
| China Open Peking, Čínská lidová republika WTA Premier Mandatory tvrdý, venku 28. září – 6. října 2013   | 738.   | SF      | Agnieszka Radwańská           | 4.        | výhra     | 6–2, 6–2           |
| China Open Peking, Čínská lidová republika WTA Premier Mandatory tvrdý, venku 28. září – 6. října 2013   | 739.   | Finále  | Jelena Jankovićová            | 11.       | vítězka   | 6–2, 6–2           |
| WTA Tour Championships Istanbul, Turecko Závěrečný turnaj roku tvrdý, hala 21. – 27. října 2013          | 740.   | ZS      | Angelique Kerberová           | 9.        | výhra     | 6–3, 6–1           |
| WTA Tour Championships Istanbul, Turecko Závěrečný turnaj roku tvrdý, hala 21. – 27. října 2013          | 741.   | ZS      | Agnieszka Radwańská           | 4.        | výhra     | 6–2, 6–4           |
| WTA Tour Championships Istanbul, Turecko Závěrečný turnaj roku tvrdý, hala 21. – 27. října 2013          | 742.   | ZS      | Petra Kvitová                 | 6.        | výhra     | 6–2, 6–3           |
| WTA Tour Championships Istanbul, Turecko Závěrečný turnaj roku tvrdý, hala 21. – 27. října 2013          | 743.   | SF      | Jelena Jankovićová            | 8.        | výhra     | 6–4, 2–6, 6–4      |
| WTA Tour Championships Istanbul, Turecko Závěrečný turnaj roku tvrdý, hala 21. – 27. října 2013          | 744.   | Finále  | Li Na                         | 5.        | vítězka   | 2–6, 6–3, 6–0      |
| QF – čtvrtfinále, SF – semifinále, ZS – základní skupina                                                 |        |         |                               |           |           |                    |

### Čtyřhra: 10 (7–3)
| Turnaj                                                                              | utkání | fáze    | spoluhráčka       | soupeřky                                       | WTA     | stav   | výsledek              |
| Australian Open Melbourne, Austrálie Grand Slam tvrdý, venku 14. – 27. ledna 2013   | 188.   | 1. kolo | Venus Williamsová | Camila Giorgiová Stefanie Vögeleová            | — 150.  | výhra  | 6–3, 6–1              |
| Australian Open Melbourne, Austrálie Grand Slam tvrdý, venku 14. – 27. ledna 2013   | 189.   | 2. kolo | Venus Williamsová | Věra Duševinová Olga Govorcovová               | 43. 61. | výhra  | 6–1, 6–2              |
| Australian Open Melbourne, Austrálie Grand Slam tvrdý, venku 14. – 27. ledna 2013   | 190.   | 3. kolo | Venus Williamsová | Naděžda Petrovová Katarina Srebotniková        | 5. 16.  | výhra  | 6–2, 6–3              |
| Australian Open Melbourne, Austrálie Grand Slam tvrdý, venku 14. – 27. ledna 2013   | 191.   | QF      | Venus Williamsová | Sara Erraniová Roberta Vinciová                | 2. 1.   | prohra | 6–3, 6–7(1–7), 5–7    |
| US Open New York, Spojené státy Grand Slam tvrdý, venku 26. srpna – 9. září 2013    | 192.   | 1. kolo | Venus Williamsová | Silvia Soler Espinosová Carla Suárez Navarrová | 46. 56. | výhra  | 6–7(5–7), 6–0, 6–3    |
| US Open New York, Spojené státy Grand Slam tvrdý, venku 26. srpna – 9. září 2013    | 193.   | 2. kolo | Venus Williamsová | Raquel Kops-Jonesová Abigail Spearsová         | 13. 13. | výhra  | 6–4, 6–4              |
| US Open New York, Spojené státy Grand Slam tvrdý, venku 26. srpna – 9. září 2013    | 194.   | 3. kolo | Venus Williamsová | Anastasia Pavljučenkova Lucie Šafářová         | 29. 19. | výhra  | 6–1, 7–6(7–3)         |
| US Open New York, Spojené státy Grand Slam tvrdý, venku 26. srpna – 9. září 2013    | 195.   | QF      | Venus Williamsová | Sara Erraniová Roberta Vinciová                | 1 1     | výhra  | 6–3, 6–1              |
| US Open New York, Spojené státy Grand Slam tvrdý, venku 26. srpna – 9. září 2013    | 196.   | SF      | Venus Williamsová | Andrea Hlaváčková Lucie Hradecká               | 8. 11.  | prohra | 4–6, 2–6              |
| China Open Peking, Čína WTA Premier Mandatory tvrdý, venku 28. září – 6. října 2013 | 197.   | 1. kolo | Venus Williamsová | Čan Chao-čching Liezel Huberová                | 28. 19. | prohra | 7–6(7–3), 4–6, [9–11] |
| QF – čtvrtfinále, SF – semifinále                                                   |        |         |                   |                                                |         |        |                       |

## Finálové účasti na okruhu WTA

### Dvouhra: 13 (11–2)
| Legenda                     |
| --------------------------- |
| Grand Slam (2–0)            |
| Turnaj mistryň (1–0)        |
| WTA Premier Mandatory (3–0) |
| WTA Premier 5 (2–2)         |
| WTA Premier (2–0)           |
| WTA International (1–0)     |

| Finále dle povrchu |
| ------------------ |
| tvrdý (6–2)        |
| antuka (5–0)       |

| Finále dle prostředí |
| -------------------- |
| venku (10–2)         |
| hala (1–0)           |

| Stav       | č.  | datum             | turnaj      | povrch          | soupeřka                   | výsledek           |
| ---------- | --- | ----------------- | ----------- | --------------- | -------------------------- | ------------------ |
| Vítězka    | 47. | 5. leden 2013     | Brisbane    | tvrdý           | Anastasija Pavljučenkovová | 6–2, 6–1           |
| Finalistka | 16. | 17. únor 2013     | Dauhá       | tvrdý           | Viktoria Azarenková        | 6–7(6–8), 6–2, 3–6 |
| Vítězka    | 48. | 30. březen 2013   | Miami       | tvrdý           | Maria Šarapovová           | 4–6, 6–3, 6–0      |
| Vítězka    | 49. | 7. duben 2013     | Charleston  | antuka (zelená) | Jelena Jankovićová         | 3–6, 6–0, 6–2      |
| Vítězka    | 50. | 12. květen 2013   | Madrid      | antuka          | Maria Šarapovová           | 6–1, 6–4           |
| Vítězka    | 51. | 19. květen 2013   | Řím         | antuka          | Viktoria Azarenková        | 6–1, 6–3           |
| Vítězka    | 52. | 8. červen 2013    | French Open | antuka          | Maria Šarapovová           | 6–4, 6–4           |
| Vítězka    | 53. | 21. červenec 2013 | Båstad      | antuka          | Johanna Larssonová         | 6–4, 6–1           |
| Vítězka    | 54. | 11. srpen 2013    | Toronto     | tvrdý           | Sorana Cîrsteaová          | 6–2, 6–0           |
| Finalistka | 17. | 18. srpen 2013    | Cincinnati  | tvrdý           | Viktoria Azarenková        | 6–2, 2–6, 6–7(6–8) |
| Vítězka    | 55. | 8. září 2013      | US Open     | tvrdý           | Viktoria Azarenková        | 7–5, 6–7(6–8), 6–1 |
| Vítězka    | 56. | 6. říjen 2013     | Peking      | tvrdý           | Jelena Jankovićová         | 6–2, 6–2           |
| Vítězka    | 57. | 27. říjen 2013    | Istanbul    | tvrdý           | Li Na                      | 2–6, 6–3, 6–0      |

## Finanční odměny
| č.               | turnaj                      | výdělek          | kumulace     |
| ---------------- | --------------------------- | ---------------- | ------------ |
| 1.               | Brisbane International      | 162 987 $        | 162 987 $    |
| 2.               | Australian Open (dvouhra)   | 250 000 A$       | 414 216 $    |
| 2.               | Australian Open (čtyřhra)   | 30 000 A$        | 444 363 $    |
| 3.               | Qatar Total Open            | 213 000 $        | 657 363 $    |
| 4.               | Sony Open Tennis            | 724 000 $        | 1 381 363 $  |
| 5.               | Family Circle Cup           | 125 000 $        | 1 506 363 $  |
| 6.               | Mutua Madrid Open           | 643 000 €        | 2 325 481 $  |
| 7.               | Internazionali BNL d'Italia | 343 548 €        | 2 751 481 $  |
| 8.               | French Open                 | 1 500 000 €      | 4 621 750 $  |
| 9.               | Wimbledon                   | 105 000 £        | 4 786 086 $  |
| 10.              | Swedish Open                | 40 000 $         | 4 826 086 $  |
| 11.              | Rogers Cup                  | 426 000 $        | 5 252 086    |
| 12.              | Western & Southern Open     | 213 000 $        | 5 465 086    |
| 13.              | US Open (dvouhra)           | 2 555 715 $      | 8 020 801    |
| 13.              | US Open Series (prémie)     | 1 000 000 $      | 9 020 801 $  |
| 13.              | US Open (čtyřhra)           | 56 521           | 9 077 322 $  |
| 14.              | China Open (dvouhra)        | 860 000 $        | 9 937 322 $  |
| 14.              | China Open (čtyřhra)        | 3 250 $          | 9 940 572 $  |
| 15.              | WTA Tour Championships      | 2 145 000 $      | 12 085 572 $ |
| prémie           | prémie                      | 300 000 $        | 12 385 572 $ |
| Výdělek v sezóně | Výdělek v sezóně            | Výdělek v sezóně | 12 385 572 $ |
| kurziva – titul  |                             |                  |              |

## Vzájemný poměr
Vzájemný poměr výher a proher Sereny Williamsové se soupeřkami v sezóně 2013:
- Li Na, 4–0
- Agnieszka Radwańská, 4–0
- Maria Šarapovová, 4–0
- Jelena Jankovićová, 3–0
- Maria Kirilenková, 3–0
- Francesca Schiavoneová, 3–0
- Dominika Cibulková, 2–0
- Sorana Cîrsteaová, 2–0
- Lourdes Domínguezová Linová, 2–0
- Sara Erraniová, 2–0
- Caroline Garciaová, 2–0
- Simona Halepová, 2–0
- Petra Kvitová, 2–0
- Johanna Larssonová 2–0
- Ajumi Moritová, 2–0
- Carla Suárezová Navarrová, 2–0
- Anna Tatišviliová, 2–0
- Sofia Arvidssonová, 1–0
- Mona Barthelová, 1–0
- Eugenie Bouchardová, 1–0
- Mallory Burdetteová, 1–0
- Alizé Cornetová, 1–0
- Kimiko Dateová, 1–0
- Kirsten Flipkensová, 1–0
- Edina Gallovitsová-Hallová, 1–0
- Darja Gavrilovová, 1–0
- Camila Giorgiová, 1–0
- Sesil Karatančevová, 1–0
- Angelique Kerberová, 1–0
- Světlana Kuzněcovová, 1–0
- Varvara Lepčenková, 1–0
- Anabel Medinaová Garriguesová, 1–0
- Mandy Minellaová, 1–0
- Garbiñe Muguruzaová, 1–0
- Anastasija Pavljučenkovová, 1–0
- Flavia Pennettaová, 1–0
- Julia Putincevová, 1–0
- Urszula Radwańská, 1–0
- Laura Robsonová, 1–0
- Magdaléna Rybáriková, 1–0
- Lucie Šafářová, 1–0
- Jaroslava Švedovová, 1–0
- Jelena Vesninová, 1–0
- Roberta Vinciová, 1–0
- Galina Voskobojevová, 1–0
- Venus Williamsová, 1–0
- Caroline Wozniacká, 1–0
- Klára Zakopalová, 1–0
- Sloane Stephensová, 2–1
- Viktoria Azarenková, 2–2
- Sabine Lisická, 0–1